# Упано
Упано (исп. Río Upano) — река в Восточном Эквадоре, в провинции Морона-Сантьяго. Берёт исток на хребте Кордильеры-Реаль в Андах, близ вулкана Сангай. Течёт по национальному парку Сангай. Вдоль реки проходит автомагистраль Гуамоте — Макас, а от Макаса — автомагистраль Пуйо — Сантьяго-де-Мендес. Сливаясь с рекой Пауте образует реку Намангоса. Последняя, сливаясь с рекой Самора, образует реку Сантьяго, левый приток Мараньона (бассейн Амазонки).
Средний расход по данным гидрометрической станции ниже впадения реки Тутанагоса (площадь водосбора 3423 км²) составляет 297,8 м³/с.

## Археология
В долине Упано в 1970-х годах исследователи обнаружили свидетельства существования древнего города. В 2024 году экспедиция под руководством французского археолога Стефана Ростейна, главы департамента исследований Национального центра научных исследований (CNRS) с помощью технологии LiDAR получила общую картину развалин города, построенного по предположении археологов около 2500 лет назад. Поселения существовали в период 500 год до н. э. — 300—600 годы н. э. По словам Ростейна:
Это место старше любого другого, которые известны нам в Амазонии. До сих пор в своих представлениях о других культурах и цивилизациях мы руководствовались нашими европейскими взглядами на механизмы развития, но эта находка заставит нас изменить подход.